# Гай-Барнет (станція метро)
51°39′02″ пн. ш. 0°11′39″ зх. д. / 51.650556° пн. ш. 0.194167° зх. д.
Гай-Барнет (англ. High Barnet) — кінцева станція відгалуження Гай-Барнет Північної лінії Лондонського метро. Станція розташована у 5-й тарифній зоні, у районі Гай-Барнет, Лондон, наступна станція Тоттеридж-енд-Ветстоун. Пасажирообіг на 2017 рік — 4.26 млн осіб.

## Історія
- 1. квітня 1872: відкриття станції у складі Great Northern Railway[3]
- 14 квітня 1940: відкриття трафіку Північної лінії[4]
- березень 1941: завершення трафіку London and North Eastern Railway
- 1 жовтня 1962: закриття товарної станції[5]